# 日本技術士会
公益社団法人日本技術士会（にほんぎじゅつしかい：The Institute of Professional Engineers, Japan，略称：IPEJ）は、技術士で構成する職能団体。1951年（昭和26年）に社団法人として設立、2011年4月11日に公益社団法人へ移行。

## 概要
- 所在：東京都港区芝公園3-5-8　機械振興会館
- 役員[2]
  - 会長：黒﨑靖介（第23代会長、建設、環境、総合技術監理）
  - 副会長：黒川正美、小林政徳、田沼和夫
  - 専務理事：眞先正人
  - 常務理事：田附武志、月岡靖
- 与党技術士議員連盟：2017年6月23日、自民党及び公明党の議員らによって設立された与党系の議員連盟。日本技術士会と連携して活動している。2023年現在の会長は渡海紀三朗（自民党）[3]。

## 部会
- 機械部会
- 船舶・海洋/航空・宇宙部会
- 電気電子部会
- 化学部会
- 繊維部会
- 金属部会
- 資源工学部会
- 建設部会
- 上下水道部会
- 衛生工学部会
- 農業部会
- 森林部会
- 水産部会
- 経営工学部会
- 情報工学部会
- 応用理学部会
- 生物工学部会
- 環境部会
- 原子力・放射線部会

## 常設委員会
- 倫理委員会
- 総務委員会
- 企画委員会
- 研修委員会
- 広報委員会
- 社会委員会
- 国際委員会

## 実行委員会
- CPD支援委員会
- 修習技術者支援委員会
- 青年技術士支援委員会
- 技術士活性化委員会
- 防災支援委員会
- 科学技術振興支援委員会
- 日韓技術士交流委員会
- 海外活動支援委員会

## 個別規則に基づく委員会
- APECエンジニア審査委員会
- IPEAモニタリング委員会
- IPEAエンジニア審査委員会
- 男女共同参画推進委員会
- 技術士制度検討委員会

## 事業
1. 技術士及び技術者の倫理の啓発に関する事項
2. 技術士の資質向上に関する事項
3. 技術士制度の普及・啓発に関する事項
4. 技術士法に基づく試験及び登録に関する事項
5. 技術士の業務開発及び活用促進に関する事項
6. 技術系人材の育成に関する事項
7. 国際交流及び国際協力活動並びに国際資格に関する事項
8. 科学技術を通した社会貢献活動に関する事項
9. 科学技術についての行政施策への協力及び提言並びに調査研究に関する事項
10. 前各号に掲げるもののほか、本会の目的を達成するための事項

## 出版物
- 月刊 技術士 ISSN 0389-1488

## 施設
事務所周辺に、研究会を開催するための会議室を保有している。

## 研究会
部会以外に、各種研究会がある。研究会の案内は、会員にはネットで案内を見えるようにしている。
特定の部門の研究会でも、他の部門の参加を認めている場合がある。